# Cristòfol de Hessen-Kassel
Cristòfol de Hessen-Kassel, príncep de Hessen-Kassel (Frankfurt del Main, 1901 - accident aeri a les proximitats de Forli, 1943) va ser un príncep de Hessen-Kassel amb el tractament d'altesa reial que contragué matrimoni amb la princesa Sofia de Grècia.
Nascut a la ciutat de Frankfurt del Main el dia 14 de maig de 1901 essent fill del landgravi Frederic Carles de Hessen-Kassel i de la princesa Margarida de Prússia. Cristòfol era net per via paterna del landgravi Frederic Guillem de Hessen-Kassel i de la princesa Anna de Prússia i per via materna ho era del kàiser Frederic III de Prússia i de la princesa reial Victòria del Regne Unit.
El dia 15 de desembre de 1930 contragué matrimoni amb la princesa Sofia de Grècia, filla del príncep Andreu de Grècia i de la princesa Alícia de Battenberg. Sofia era neta per via paterna del rei Jordi I de Grècia i de la gran duquessa Olga de Rússia i per via materna del príncep Lluís de Battenberg i de la princesa Victòria de Hessen-Darmstadt. La parella tingué cinc fills:
- SAR la princesa Cristina de Hessen-Kassel, nada al castell de Kronberg a Hessen el 1933. Es casà amb el príncep Andreu de Iugoslàvia del qual es divorcià el 1962 per tornar-se a casar amb Robert Floris van Eyck.

- SAR la princesa Dorotea de Hessen-Kassel nada el 1934 al castell de Kronberg. Es casà amb el príncep Frederic de Windisc-Graetz.

- SAR el príncep Carles de Hessen-Kassel nat el 1937 al castell de Kronberg. Es casà el 1966 amb la comtessa Yvonne Szapary.

- SAR el príncep Rainier de Hessen-Kassel nat el 1939 al castell de Kronberg.

- SAR la princesa Clarisa de Hessen-Kassel nada el 1944 al castell de Friederichschloss. Casada amb el francès Claude Derrin.

Cristòfol estingué compromès amb el nacionalsocialisme des dels primers dies. Cap del servei secret de Göring i ajudant de Heinrich Himmler, Cristòfol era membre de la SS. Malgrat tot, els darrers dies de la seva vida semblà haver perdut la confiança amb Adolf Hitler i el nacionalsocialisme.
El dia 7 d'octubre de 1943 als Apenins a les proximitat de la ciutat de Forli. Són moltes les teories que involucren el mateix Hitler en l'accident que té moltes similituds amb altres atemptats com els del rei Boris III de Bulgària.